# محمد أباد (بنج هزارة)
محمد أباد (بالفارسية: محمدآباد) هي قرية تقع في إيران في قسم بنج هزارة الريفي. يقدر عدد سكانها بـ 591 نسمة بحسب إحصاء 2016.